# José María Escuer
José María Escuer (Málaga; 1921 - Altea, Alicante; 4 de abril de 2003) fue un actor español de cine teatro y televisión. En este último medio fue donde tuvo más éxito, siendo uno de los actores más prolíficos de la historia de la televisión en España.

## Biografía
Nació en el seno de una familia de artistas, pues sus padres eran actores de zarzuela, pero tardó en tener clara su vocación interpretativa dado que manifestó miedo escénico en sus comienzos. Debuta sobre los escenarios, tras el parón que le supuso la guerra civil, en 1942, y durante algún tiempo interpreta pequeños papeles de reparto, trabajando en 1946 en la famosa compañía Ases Líricos, que dirigía Salvador Videgain García, pasándose al teatro cómico con Los ladrones somos gente honrada, Eloísa está debajo de un almendro o Las siete vidas del gato, las tres de Enrique Jardiel Poncela; pasa luego a la compañía de Josita Hernán, donde interviene en La tonta del bote, hasta  que finalmente llegar a protagonizar una representación del Hamlet (1960), de Shakespeare. Su carrera teatral continuó con éxitos como Fuenteovejuna, Los arcángeles no juegan al billar, La decente, Crimen perfecto, El sillón vacío, Como mejor están las rubias es con patatas, Un hombre duerme, Melocotón en almíbar, Una tal Dulcinea, Martes de carnaval; Farsa y licencia de la Reina Castiza (1986), de Ramón María del Valle-Inclán); La muralla; La señorita de Tacna (1982), de Mario Vargas Llosa; Un enemigo del pueblo (1985), de Henrik Ibsen; Ni pobre ni rico sino todo lo contrario (1986), de Tono y Mihura; El candidato de Dios (1987), de Luis G. Basurto; Celos del aire (1991), de José López Rubio; Doce hombres sin piedad (2001), de Reginald Rose, y La venganza de don Mendo.
Su mayor popularidad, sin embargo, se la debe al medio televisivo, que cultivó con asiduidad desde principios de los años sesenta. Durante casi treinta años interpretó más de cien personajes en espacios como Estudio 1, Primera fila o Novela, convirtiéndose así en uno de los actores más prolíficos en la historia de la televisión en España.

## Filmografía
Su paso por el cine, por el contrario, fue casi testimonial, y no intervino en más de una docena de títulos, entre los que figuran:
- El escándalo (1964)
- Aquella joven de blanco, (1964)
- Loca juventud (1965)
- Don erre que erre (1970)
- Los gallos de la madrugada (1971)
- Fuenteovejuna, (1972)
- El desconocido, (1973)
- Solo ante el Streaking, (1975)
- Siete días de enero, (1979)
- El pico 2, (1984)
- Dragon Rapide (1986)
- El Lute: camina o revienta (1987)
- El último guateque II, (1988)
- La viuda del capitán Estrada, (1991)
- Fuera de juego (1991)

## Trayectoria en TV
| - Policías, en el corazón de la calle - Yo muero, tú vives (12 de mayo de 2002) - La virtud del asesino - Arriba el telón (25 de abril de 1998) - Tocao del ala - Bajo un cerezo en flor (1 de enero de 1997) - Sin prisas (2 de enero de 1997) - El trabajo es salud (3 de enero de 1997) - Salsa picante (4 de enero de 1997) - Mecánica familiar (5 de enero de 1997) - Cuestión de química (6 de enero de 1997) - Constantes vitales (7 de enero de 1997) - El número 42 (8 de enero de 1997) - Descuidando la retaguardia (9 de enero de 1997) - Campanas de boda (10 de enero de 1997) - El enfermo imaginario (11 de enero de 1997) - Antes del adiós (12 de enero de 1997) - La vida es sueño (13 de enero de 1997) - Canguros - Terapia de contacto (1 de enero de 1996) - Ser padres (1997) - Aquí hay negocio - Pingüinos, S.L. (15 de julio de 1995) - A su servicio - El guardaespaldas (15 de marzo de 1995) - El día que me quieras - Un día de cada tres (7 de diciembre de 1994) - Truhanes - El reencuentro (5 de octubre de 1993) - Muerte a destiempo - La vida por la espalda (10 de octubre de 1990) - Primera función - Melocotón en almíbar (12 de enero de 1989) - El caso de la señora estupenda (23 de marzo de 1989) - Paquita (9 de noviembre de 1989) - Vísperas - Doña Gabriela (3 de junio de 1987) - Miguel (10 de junio de 1987) - Benito (17 de junio de 1987) - La rondeña (24 de junio de 1987) - María del Carmen y el pollo castuera (1 de julio de 1987) - El mellao (8 de julio de 1987) - Clase media - El diagnóstico (26 de enero de 1987) - Practicante mayor (2 de febrero de 1987) - La casa de la cachapera (9 de febrero de 1987) - El milagro de fray Bernardino (16 de febrero de 1987) - La cencerrada (23 de febrero de 1987) - El crimen horrendo (2 de marzo de 1987) - Los que no tenemos diez mil reales (9 de marzo de 1987) - La clausura (16 de marzo de 1987) - Tarde de teatro - La zapatera prodigiosa (30 de noviembre de 1986) - Los extremeños se tocan (21 de diciembre de 1986) - Tristeza de amor - La rusa (20 de mayo de 1986) - La huella del crimen - El caso del procurador enamorado (26 de abril de 1985) - El caso de Carmen Broto (13 de marzo de 1991) - La comedia - Un sombrero de paja de Italia (3 de noviembre de 1983) - El huevo (17 de enero de 1984) - Un encargo original - El silbo de la lechuza (18 de junio de 1983) - Un, dos, tres... responda otra vez - Antonio Mingote (1 de octubre de 1982) - Historias para no dormir - El caso del señor Valdemar (13 de septiembre de 1982) - Ramón y Cajal: Historia de una voluntad - Honores y condecoraciones (23 de marzo de 1982) - Muerte de Cajal (30 de marzo de 1982) - El español y los siete pecados capitales - La pereza (5 de diciembre de 1980) - La venganza de don Mendo (Película de televisión, 1979) - Estudio 1 - - Calígula (29 de mayo de 2001) - Manuel de Falla, 7 cantos de España - París era una fiesta (18 de octubre de 1977) - Palabras cruzadas - Doble crimen en la calle Morgue (22 de abril de 1977) - Teatro estudio - El burlador de Sevilla (28 de noviembre de 1976) - La hermosa gente (21 de septiembre de 1978) - El teatro - El proceso de Mary Dugan (21 de octubre de 1974) - Hay una luz sobre la cama (28 de octubre de 1974) - Noche de teatro - Cisneros (19 de julio de 1974) - La dama de las camelias (16 de agosto de 1974) - Ficciones - La casa maldita (20 de julio de 1972) - Tríptico de Navidad - Cuento de Navidad (21 de diciembre de 1971) - Visto para sentencia - La prima Angustias (26 de abril de 1971) - Un testigo inoportuno (3 de mayo de 1971) - El seductor (10 de mayo de 1971) - La mala suerte (17 de mayo de 1971) - Secuestro (24 de mayo de 1971) - La deliciosa muerte (28 de junio de 1971) - Don Martín y don Fabián (5 de julio de 1971) - Los zapatos de Cenicienta (12 de julio de 1971) - Chantaje (2 de agosto de 1971) - Celos (9 de agosto de 1971) - La segunda perla (16 de agosto de 1971) - Después de la juerga (23 de agosto de 1971) | - Juegos para mayores - El jubilado (22 de febrero de 1971) - Sospecha - Bajo tierra (24 de enero de 1971) - Diana en negro - Deuda pendiente (20 de marzo de 1970) - Hora once - La enemiga (18 de octubre de 1969) - Un alcalde para Marsala (1 de marzo de 1971) - Érase una vez (6 de mayo de 1972) - La risa española - Los chorros del oro (30 de mayo de 1969) - El orgullo de Albacete (4 de julio de 1969) - El conde de Montecristo - El premio - El libro talonario (18 de noviembre de 1968) - Historias naturales - Haz bien, pero mira a quién (13 de diciembre de 1967) - Dichoso mundo - El basilisco (27 de febrero de 1967) - Teatro de siempre - Entremeses (16 de febrero de 1967) - Las preciosas ridículas (4 de marzo de 1967) - El Gran Duque de Gandía (5 de mayo de 1967) - No hay burlas con el amor (14 de julio de 1967) - El castigo sin venganza (1 de agosto de 1967) - Fuenteovejuna (29 de septiembre de 1967) - Hernani (10 de noviembre de 1967) - Don Álvaro o la fuerza del sino (24 de noviembre de 1967) - Brandy, mucho brandy (5 de mayo de 1968) - Diálogos de carmelitas (16 de mayo de 1968) - El gran teatro del mundo (27 de junio de 1968) - Henschel el carretero (9 de enero de 1969) - La estrella de Sevilla (10 de julio de 1969) - Las alegres comadres de Windsor (19 de marzo de 1971) - Diego de Acevedo - Guardia de Corps (6 de noviembre de 1966) - Hermenegildo Pérez, para servirle - No hay mal que por bien no venga (12 de agosto de 1966) - Una encuesta (23 de septiembre de 1966) - Los encuentros - Las obras póstumas (16 de julio de 1966) - Pregunta al portero (15 de septiembre de 1967) - La pequeña comedia - El café (25 de junio de 1966) - Teatro breve - La cruz y el cayado (1966) - Las codornices (31 de enero de 1980) - La criatura (30 de mayo de 1980) - El Séneca - El Séneca en la comisión (23 de marzo de 1965) - Tragedias de la vida vulgar - La voz de la sangre (10 de noviembre de 1964) - Tiempo alegre - Más condenados al platillo eléctrico (2 de noviembre de 1964) - Sólo una mujer - La malibrán (18 de septiembre de 1964) - Tras la puerta cerrada - El sueño de Jim Allen (21 de agosto de 1964) - Un álamo solitario (26 de marzo de 1965) - Teatro de familia - La muerte del hombre (26 de marzo de 1964) - Diez hombres con miedo (21 de abril de 1964) - Encrucijada (30 de junio de 1964) - Invitados a cenar (3 de septiembre de 1964) - Platea - Auto de la pasión (10 de marzo de 1964) - El puñal del godo (8 de mayo de 1963) - El triunfo del huevo (4 de septiembre de 1963) - Tengo un libro en las manos - El fin de las esperanzas (25 de junio de 1963) - El libro de El Escorial (28 de abril de 1964) - Hubo un autor llamado William (26 de mayo de 1964) - Hueste y campaña (1 de septiembre de 1964) - Justicia que manda el rey (7 de julio de 1966) - Novela - Robo en el sub-expreso (27 de mayo de 1963) - Época de examen (1 de julio de 1963) - El doctor y el polizón (8 de julio de 1963) - Juana de Castilla (21 de octubre de 1963) - Llegada de noche (27 de enero de 1964) - Lluvia de verano (17 de febrero de 1964) - Anastasia (9 de marzo de 1964) - Mimí (27 de abril de 1964) - Mujercitas (30 de noviembre de 1964) - Jane Eyre (26 de abril de 1965) - El dilema (2 de agosto de 1965) - Marianela (16 de noviembre de 1965) - Altar mayor (14 de diciembre de 1965) - Silvestre Paradox (28 de diciembre de 1965) - El malvado Carabel (31 de enero de 1966) - Leyenda de Navidad (19 de febrero de 1966) - Francisco de Quevedo (8 de marzo de 1966) - La llama y la ceniza (28 de marzo de 1966) - Las indias negras (25 de julio de 1966) - Un safari en el desván (20 de febrero de 1967) - La casa maldita (4 de septiembre de 1967) - Biografía de Pasteur (16 de octubre de 1967) - Felipe Derblay (27 de noviembre de 1967) - El silbo de la lechuza (5 de febrero de 1968) - Biografía de Rosalía de Castro (4 de marzo de 1968) - El misterio del cuarto amarillo (30 de septiembre de 1968) - La tempestad en el vaso (21 de octubre de 1968) - Biografía de Doña Jimena (9 de febrero de 1969) - Aguas estancadas (30 de junio de 1969) - Zorrilla (18 de agosto de 1969) - David Copperfield (15 de diciembre de 1969) - El conde Fernán González (18 de octubre de 1971) - El refugio (6 de noviembre de 1972) - El padre de familia (3 de septiembre de 1973) - La pródiga (6 de octubre de 1975) - Barón - La familia de Alvareda (1 de diciembre de 1975) - Federico - Las palmeras de cartón (25 de abril de 1977) - La boda (21 de noviembre de 1977) - Primera fila - El hospital de los locos (9 de abril de 1963) - La pradera de San Isidro (24 de mayo de 1963) - Paño de lágrimas (14 de junio de 1963) - Me casé con un ángel (12 de julio de 1963) - La señorita de Trevélez (25 de julio de 1963) - ¡Sublime decisión! (9 de octubre de 1963) - Arsénico y encaje antiguo (4 de febrero de 1964) - La casa de la noche (26 de febrero de 1964) - Con la vida del otro (15 de abril de 1964) - Cándida (9 de septiembre de 1964) - El corsario (28 de octubre de 1964) - La reina y los insurrectos (4 de noviembre de 1964) - Una ciudad en el aire (10 de marzo de 1965) - Corrupción en el Palacio de Justicia (8 de abril de 1965) - Volpone (21 de julio de 1965) - Milagro en la plaza del Progreso (11 de agosto de 1965) - Deuda pendiente (29 de septiembre de 1965) - Una tal Dulcinea (13 de octubre de 1965) - Gran teatro - Don Juan de Mañara (1963) - Juno y el pavo real (5 de mayo de 1964) - Las brujas de Salem (31 de enero de 1965) - La vida es sueño (13 de abril de 1965) |